# Aumessas
Aumessas là một xã ở tỉnh Gard ở miền nam nước Pháp. Xã này có diện tích 21,45 km², dân số năm 1999 là 228 người. Khu vực này có độ cao trung bình 455 mét trên mực nước biển.